# Lyssomanes viridis
Lyssomanes viridis är en spindelart som först beskrevs av Charles Athanase Walckenaer 1837.  Lyssomanes viridis ingår i släktet Lyssomanes och familjen hoppspindlar. Inga underarter finns listade i Catalogue of Life.